# Anne-Marie Bigot de Cornuel
Anne-Marie Bigot de Cornuel (29 novembre 1605 – 9 febbraio 1694) è stata una letterata francese, celebre salottiera e aforista nominata nei Mémoires di Denis Diderot per la sua vivacità intellettuale. Morì all'età di 89 anni..

## Biografia
Anne-Marie Bigot, figlia unica di Jacques Bigot, intendente del duca di Guisa, sposò il 4 febbraio 1627, Guillaume Cornuel, tesoriere per la guerra, vedovo con una figlia avuta nel primo matrimonio.
Mme Cornuel ebbe poi come amanti Charles Brulart, signore di Genlis, e il marchese di Sourdis e fu madre di otto figli: cinque femmine e tre maschi.
Rimasta agiata vedova nell'ottobre del 1657 approfittò della maggiore libertà offerta dalla vedovanza per allestire nel quartiere del marais du Temple a Parigi, assieme alle sue figlie Manon e Margot, conosciuta quest'ultima nell'ambiente dei "preziosi" come la "regina Margherita", un celebrato salotto letterario frequentato dai più noti personaggi dell'epoca e da letterati appartenenti al "preziosismo", la corrente letteraria nata nel famoso salotto di Madame de Rambouillet dove un elemento femminista di reazione contro la condizione di passività riservata alla donna si intrecciò con la ricerca di una compensazione nella vita mondana e culturale.
Anne-Marie Bigot fu ben nota ed apprezzata come "preziosa" in questo ambiente culturale tanto da ispirare il personaggio di Zénocrite dell'Artamène ou le Grand Cyrus di Madeleine de Scudéry, l'anticonformista autrice della famosa carta del Tenero, una specie di itinerario topografico tra i luoghi obbligati dell'innamoramento idealizzato e del corteggiamento.
Mme Conuel rimase famosa per una serie di espressioni e di battute piccanti, riportate da Madame de Sévigné e Tallemant des Réaux, che passavano di bocca in bocca.

## Aforismi
- « Les cornes, c'est comme les dents. Quand elles poussent, ça fait très mal ; mais une fois poussées, on mange avec. (Le corna sono come i denti. Quando spuntano fanno molto male, ma una volta spuntati ci si può mangiare)»
- « Il n'y a point de héros pour son valet de chambre. (Non ci sono eroi per il proprio cameriere) »